# LBP-1 (médicament)
LBP-1 est un médicament développé à l'origine par Organon Biosciences pour le traitement de la douleur neuropathique,,. Il agit comme un agoniste puissant et sélectif des récepteurs cannabinoïdes, avec une puissance élevée sur les récepteurs CB1 et CB2, mais faible pénétration de la barrière hémato-encéphalique. Cela rend la LBP-1 périphériquement sélective, et bien qu'elle soit efficace dans des modèles animaux de douleur neuropathique et d'allodynie, elle n'a pas produit d'effet suggérant une réponse de type cannabinoïde sur le système nerveux central, quelle que soit la dose en jeu.

## Sources et références
1. ↑  « Design, synthesis, and structure-activity relationships of indole-3-heterocycles as agonists of the CB1 receptor », Bioorganic & Medicinal Chemistry Letters, vol. 21, no 1,‎ janvier 2011, p. 506–9 (PMID 21075630, DOI 10.1016/j.bmcl.2010.10.093)
2. ↑  « Discovery of potent and orally bioavailable heterocycle-based cannabinoid CB1 receptor agonists », Bioorganic & Medicinal Chemistry Letters, vol. 21, no 6,‎ mars 2011, p. 1748–53 (PMID 21316962, DOI 10.1016/j.bmcl.2011.01.082)
3. ↑  « Design, synthesis and structure-activity relationships of (indo-3-yl) heterocyclic derivatives as agonists of the CB1 receptor. Discovery of a clinical candidate », Bioorganic & Medicinal Chemistry Letters, vol. 21, no 8,‎ avril 2011, p. 2541–6 (PMID 21411321, DOI 10.1016/j.bmcl.2011.02.023)
4. ↑  « Low brain penetrant CB1 receptor agonists for the treatment of neuropathic pain », Bioorganic & Medicinal Chemistry Letters, vol. 22, no 8,‎ avril 2012, p. 2932–7 (PMID 22421020, DOI 10.1016/j.bmcl.2012.02.048)